# Kierownik muzyczny
Kierownik muzyczny, dyrektor muzyczny – osoba odpowiedzialna za stronę muzyczną przedstawienia, opery, operetki, musicalu, filmu czy programu telewizyjnego, a w kościele liturgii. Jest najczęściej odpowiedzialna za dobór i poprowadzenie (dyrygowanie) orkiestry, dobór i przygotowanie chóru lub zespołu wokalnego oraz dobór i przygotowanie solistów. Często pełni też rolę aranżera materiału muzycznego.

## Funkcja w Kościele
Dyrektor muzyczny sprawuje całościową opiekę i nadzór nad działalnością artystyczno-muzyczną parafii, ewentualnie również nad pracą innych muzyków zatrudnionych w danym miejscu. Przygotowuje zespół śpiewaczy do udzału w liturgii i go prowadzi, a jeśli jest organistą, gra na organach. Kreuje życie kulturalne organizując koncerty, odczyty, spotkania z artystami itp. Dba o stan i jakość instrumentarium.
Historycznie w Kościele Zachodnim, głównie przy świątyniach zakonnych i katedralnych, funkcję tę sprawowali zazwyczaj duchowni, oddelegowani do sprawowania nadzoru nad wykonywaną w tych miejscach muzyką. Nosili oni różne tytuły łacińskie, jak np. magister chori, czy też cantor i istotnie ich głównym zajęciem było prowadzenie zespołów wokalnych oraz śpiew podczas liturgii. W czasie Reformacji obowiązki te przeszły na głównego organistę, jednak w wielu kościołach (a w Niemczech całkowicie powszechnie) zachowano dawne nazewnictwo stanowiska, stąd termin Kantor, a w Anglii w niektórych ważniejszych świątyniach Master of the choristers. Nowym, poreformacyjnym terminem, określających w Kościołach ewangelickich głównego muzyka świątyni, parafii, diecezji, prowincji itp., stał się dyrektor muzyczny (ang. Music Director, Director of Music; niem. [Kirchen]Musikdirektor), z różnymi wariantami zależnymi od uzusu i tradycji danego języka.